# C.C. Møller (skoleforstander)
 For alternative betydninger, se C.C. Møller. (Se også artikler, som begynder med C.C. Møller)
Christen Christensen Møller (født 4. februar 1810 i Storvorde ved Aalborg, død 22. september 1890 på Flakkebjerg Institut) var en dansk skoleforstander og politiker.
Møller var søn af fæstehusmand og møllebygger Christen Poulsen Møller. Han tjente på landet mens han gik skole. Fra 1825 til 1828 var hjælpelærer i Gudumlund og så et år i Bælum. Han fik lærereksamen fra Snedsted Seminarium i 1831 og blev lærer ved Stephansens Drenge- og Pigeskole i Aalborg. Han overtog pigeskolen i 1833. Møller blev i 1836 forstander på Flakkebjerg Institut som var en nyoprettet opdragelsesanstalt for "moralsk fordærvede" drenge og unde mænd. Han var forstander i 54 år til sin død i 1890.
Møller var medlem af Den Grundlovgivende Rigsforsamling valgt i Sorø Amts 4. distrikt.
Han blev dannebrogsmand i 1846, ridder af Dannebrog i 1861, justitsråd i 1881 og fik fortjenstmedaljen i guld i 1886.